# Adam und Eva (1956)
Adam und Eva (Originaltitel: Adán y Eva) ist ein mexikanischer Bibelfilm aus dem Jahr 1956, der Adam und Eva zum Thema hat.

## Handlung
Nach der Erschaffung der Welt mit Pflanzen und Tieren dem Land und dem Meer sowie Sternen am Himmel erschafft Gott den Menschen nach seinem Bilde; es entsteht Adam. Nachdem zunächst alles neu und ungewohnt für ihn ist, fühlt er sich im Paradies immer wohler. Adam fehlt es an nichts; Gott verbietet ihm lediglich, von den Früchten des Baums der Erkenntnis zu probieren.
Doch mit der Zeit fühlt Adam sich einsam, und so erschafft ihm Gott aus einer von Adams Rippen eine Gefährtin; es entsteht Eva. Adam zeigt ihr das Paradies, hält sie aber auch vom Baum der Erkenntnis zurück. Sie verleben eine unbeschwerte Zeit.
Eines Tages erscheint die Schlange und verführt Eva, vom Baum der Erkenntnis zu probieren. Sie zögert zunächst, pflückt dann aber doch eine Frucht und beißt rein. Sie bietet dem erschrockenen Adam die Frucht zum Reinbeißen an, was dieser ebenfalls tut.
Sich ihrer Nacktheit bewusst werdend, bekleiden sie sich mit Lendenschurzen. Vergeblich verstecken sie sich vor Gott. Dieser auferlegt Eva, ihre Kinder fortan unter Schmerzen zu gebären; die Schlange ist dazu vorgesehen, im Staub zu kriechen. Adam wiederum ist von nun an zur mühseligen Feldarbeit verdammt. Der Himmel verfinstert sich; Adam und Eva werden aus dem Paradies vertrieben. Es folgt ein kräftezehrender Fußmarsch durch die Wüste, wo Adam einen schlichten Unterschlupf errichten und mühsam Nahrung beschaffen muss. Bei ihrer Rückkehr in das Paradies wird dieses durch ein Unwetter zerstört. Adam und Eva sind erleichtert, als das Unwetter wieder nachlässt und das Licht durch die Wolken bricht. Von an hängt es vom Willen des Menschen ab, ob sein Leben ein Paradies ist.

## Auszeichnungen
Im Jahr 1957 gewann der Film jeweils einen Silver Ariel in den Kategorien Bestes Drehbuch (Mejor Adaptación; Alberto Gout) und Beste Originalmusik (Mejor Música de Fondo; Gustavo César Carrión). Eine Silver Ariel-Nominierung gab es in der Kategorie Bester Darsteller (Mejor Actuación Masculina; Carlos Baena).

## Produktionsnotizen
Die deutsche Fassung lief mit einer erfundenen Rahmengeschichte um eine Indio-Legende ab dem 7. August 1957 in den Kinos.

## Kritiken
„Der biblische Bericht über die Erschaffung und den Sündenfall des Menschen als ebenso banaler wie fragwürdiger Unterhaltungsfilm. Dem mexikanischen Film wurde in der deutschen Fassung eine hierzulande produzierte Rahmenhandlung beigefügt, die das Ganze als Indio-Legende ausweisen soll.“